# Tabakpolder
De Tabakpolder is een voormalig waterschap in de Nederlandse provincie Groningen.
Van dit poldertje is weinig meer bekend dan dat het genoemd wordt in het archief van het waterschap Westerkwartier en dat het in de hoek ten zuidwesten van de Leidijk en de weg van Korhorn naar Noordwijk lag.
Waterstaatkundig gezien ligt het gebied sinds 1995 binnen dat van het waterschap Noorderzijlvest.